# Alfred Austin
Alfred Austin, född 30 maj 1835 och död 2 juni 1913, var en engelsk diktare.
Austin skrev en mängd dikter, som väckte mycket uppskattning, och blev poeta laureatus 1896. Austin gjorde även en betydande insats som kritiker.